# Кан Хун
У цьому корейському імені прізвище (Кан) стоїть перед особовим ім'ям.
Кан Хун (кор. 강훈, нар. 23 травня 1991) — південнокорейський актор. Найбільш відомий за роллю в історичній драмі «Червоний рукав» (2021).

## Кар'єра
Кан Хун свою акторську кар'єру розпочав із ролей у короткометражних фільмах таких як: «Корі» (2009), «З Тіффані назавжди» (2011), «Пікнік» (2013), «Твоя значимість» (2015) тощо. У 2017 році він приєднався до агентства JYP Entertainment. У тому ж році Кан Хун знявся у вебсеріалі «Офісний годинник», що розповідає про романтичні стосунку в офісі.
У 2018 році Кан Хун зіграв у вебсеріалі «Квітка назавжди» платформи Playlist, що є продовженням вебсеріалу «Музика кохання». У тому ж році він отримав роль у телесеріалі «Дозвольте мені її представити» каналу SBS, де зіграв молодшого брата Чі Ин Хан (яку зіграла Нам Сан Мі), Чі Су Хан.
У 2019 році Кан Хун отримав роль у історичному серіалі «Історикиня» каналу MBC, що розповідає про події династії Чосон у 19 столітті. У липні 2019 року агентство JYP Entertainment оголосило про зміни в управлінні акторами, підтвердивши, що воно буде керувати спільно з новою стартап-компанією NPIO Entertainment, внаслідок, чого Кан Хун перейшов під сумісне управління з агентства NPIO Entertainment. У 2020 році він знявся у фентезійному серіалі «Ласкаво просимо» каналу KBS2, що розповідає про жінку із собачим характером та чоловіка, що перетворюється на кота.
У 2021 році він отримав роль у серіалі «Ти моя весна», де зіграв молодшого брата Кан Та Джон (у виконанні Со Хьон Джін), Кан Тхе Джон. У тому ж році Кан Хун знявся у серіалі «Червоний рукав» каналу MBC, за роль в якому він отримав нагороди «Найкращий новий актор» на Премії MBC драма та «Висхідна зірка, актори» на Премії лояльності клієнту до бренду.
У 2022 році Кан Хун отримав роль у серіалі «Малі жінки», що розповідає про трьох сестер, що дружно зростали в бідності, а тепер протистоять найбагатшій і найвпливовішій родині. У 2023 році він знявся у історично-комедійному телесеріалу «Таємний прихисток романтиків» каналу SBS, де зіграв роль квіткового вченого. У третьому кварталі того року має вийти вебсеріал від Netflix, «Тебе кличе час», в якому Кан Хун зіграє одну з головних ролей.

## Фільмографія

### Фільми
| Рік  | Назва                                    | Роль | Замітки        | Прим.  |
| ---- | ---------------------------------------- | ---- | -------------- | ------ |
| 2009 | «Корі»                                   |      | Короткий фільм | [ 5 ]  |
| 2011 | «З Тіффані назавжди»                     |      | Короткий фільм | [ 5 ]  |
| 2013 | «Пікнік»                                 | Хун  | Короткий фільм | [ 19 ] |
| 2015 | «У моє моєму серці сяє моя зовнішність»  |      | Короткий фільм | [ 6 ]  |
| 2015 | «Твоя значимість»                        |      | Короткий фільм | [ 5 ]  |
| 2016 | «Тепер ти не знаєш як бути незнайомцями» |      | Короткий фільм | [ 5 ]  |

### Телесеріали
| Рік  | Назва                             | Роль                        | Замітки          | Мережа | Прим.         |
| ---- | --------------------------------- | --------------------------- | ---------------- | ------ | ------------- |
| 2018 | «Дозвольте мені її представити»   | Чі Су Хан                   |                  | SBS    | [ 8 ]         |
| 2019 | «Історикиня»                      | Хьон Кьон Мук               |                  | MBC    | [ 9 ]         |
| 2019 | «Миттєвості вісімнадцяти»         | Старший брат Ма Хві Йона    | Камео (серія 16) | JTBC   |               |
| 2019 | «Коли диявол кличе тебе за ім'ям» | Нападник                    | Камео            | tvN    | [ 20 ]        |
| 2020 | «Ласкаво просимо»                 | Ко Ту Сік                   |                  | KBS2   | [ 11 ]        |
| 2021 | «Ти моя весна»                    | Кан Тхе Джон                |                  | tvN    | [ 12 ]        |
| 2021 | «Червоний рукав»                  | Хон Ток Ро                  |                  | MBC    | [ 13 ]        |
| 2022 | «Двадцять п’ять, двадцять один»   | Пек І Хьон у дорослому віці | Камео (серія 16) | tvN    | [ 21 ]        |
| 2022 | «Малі жінки»                      | Ха Чон Хо                   |                  | tvN    | [ 16 ] [ 22 ] |
| 2023 | «Таємний прихисток романтиків»    | Кім Сі Йоль/Охоронець       |                  | SBS    | [ 17 ]        |

### Вебсеріали
| Рік          | Назва                     | Роль          | Замітки         | Мережа   | Прим.  |
| ------------ | ------------------------- | ------------- | --------------- | -------- | ------ |
| 2017         | «Офісний годинник»        | Кім Кьон Джун |                 | KOK TV   | [ 6 ]  |
| 2018         | «Квітка назавжди»         | Ю Хьон Су     |                 | Playlist | [ 7 ]  |
| 2018         | «Не добре, але все добре» | Людина з HR   | Камео (серія 7) | Playlist |        |
| В очікуванні | «Тебе кличе час»          | Чон Ін Ґю     |                 | Netflix  | [ 18 ] |

### Розважальні програми
| Рік  | Назва                | Замітки                    | Мережа | Прим.  |
| ---- | -------------------- | -------------------------- | ------ | ------ |
| 2023 | «Кур'єр до Монголії» | Учасник акторського складу | JTBC   | [ 23 ] |

### Вебшоу
| Рік  | Назва              | Роль                       | Замітки          | Мережа | Прим.  |
| ---- | ------------------ | -------------------------- | ---------------- | ------ | ------ |
| 2018 | «Хто цей хлопчик?» | Учасник акторського складу | Studio Lulu Lala | JTBC   | [ 24 ] |

## Посольство
- Посол зв'язків із громадськістю Національного центрального музею Кореї (2023)[25]

## Нагороди та номінації
| Церемонія нагородження              | Рік  | Категорія                                             | Номінант / Робота | Результат | Прим.  |
| ----------------------------------- | ---- | ----------------------------------------------------- | ----------------- | --------- | ------ |
| Премія «Азійська модель»            | 2022 | Нагорода «Новачок», актор                             | Кан Хун           | Перемога  | [ 26 ] |
| Премія лояльності клієнту до бренду | 2022 | Висхідна зірка, актори                                | «Червоний рукав»  | Перемога  | [ 15 ] |
| Премія MBC драма                    | 2021 | Найкращий новий актор                                 | «Червоний рукав»  | Перемога  | [ 14 ] |
| Премія MBC драма                    | 2021 | Нагорода за майстерність, Найкращий актор мінісеріалу | «Червоний рукав»  | Номінація | [ 27 ] |

## Виноски
1. ↑  В оригіналі — кор. 내마내모, щоє скороченням від кор. 내 마음에 비친 모습, також є англійська назва Mind Control (Управління свідомістю).
2. ↑  В оригіналі — кор. 이제 너 남인줄도 모르고, також є англійська назва Love Fee 2 (Плата за кохання 2).